# Dhu l-Kifl
Dhū l-Kifl (in arabo ﺫﻭ ﺍﻟﻜﻔﻞ‎?)  è un personaggio citato nel Corano - sūra XXI:85 e XXXVIII:48 - come profeta attivo in epoca preislamica. Dal momento che il significato potrebbe essere quello di "Colui che riceve una doppia ricompensa". Secondo alcune ipotesi poteva trattarsi di Ezechiele (Ḥizkīl). Alcuni vorrebbero identificarlo con Buddha, giacché Dhu l-Kifl vuol dire "Uomo di Kifl" ossia Kapeela.